# For Love or Money (phim 2014)
For Love or Money (tiếng Trung: 露水红颜) là bộ phim tình cảm lãng mạn Trung Quốc. Đây là tác phẩm điện ảnh đầu tiên của đạo diễn Cao Hy Hy với sự tham gia của Rain và nữ diễn viên Lưu Diệc Phi. Phim được công chiếu tại Trung Quốc từ ngày 7 tháng 11 năm 2014.

## Box Office
Đến ngày 23 tháng 11 năm 2014, bộ phim đã đạt số doanh thu 61,11 triệu nhân dân tệ (¥) tại các phòng vé ở Trung Quốc.